# Christuskirche (Berchtesgaden)
Die Christuskirche, fertiggestellt 1899, ist die erste und einzige evangelisch-lutherische Kirche in Berchtesgaden.

## Geschichte
Im 16. Jahrhundert fand die Lehre Martin Luthers auch in der Fürstpropstei Berchtesgaden eine wachsende Anhängerschaft, deren Schicksal sehr eng mit Ereignissen im Fürsterzbistum Salzburg verknüpft war. So trat bereits um 1521 Jacob Strauß als evangelischer Prediger in Berchtesgaden auf, begleitet von Christoph Söll, einem „Gesellpriester“ und späteren Straßburger Prediger, der dem Stift Berchtesgaden angehört hatte. Doch in den Jahren 1732/33 kam es im Zuge der Gegenreformation zur erzwungenen Emigration von über der Hälfte aller Protestanten und damit 1.100 von etwa 9.000 Einwohnern innerhalb der Fürstpropstei Berchtesgaden. Ihr Besitz wurde vom Stift eingezogen und verkauft, der Erlös floss in eine so genannte Emigrantenkasse. Dem folgte zudem die Re-Missionierung der in der Region verbliebenen Protestanten.

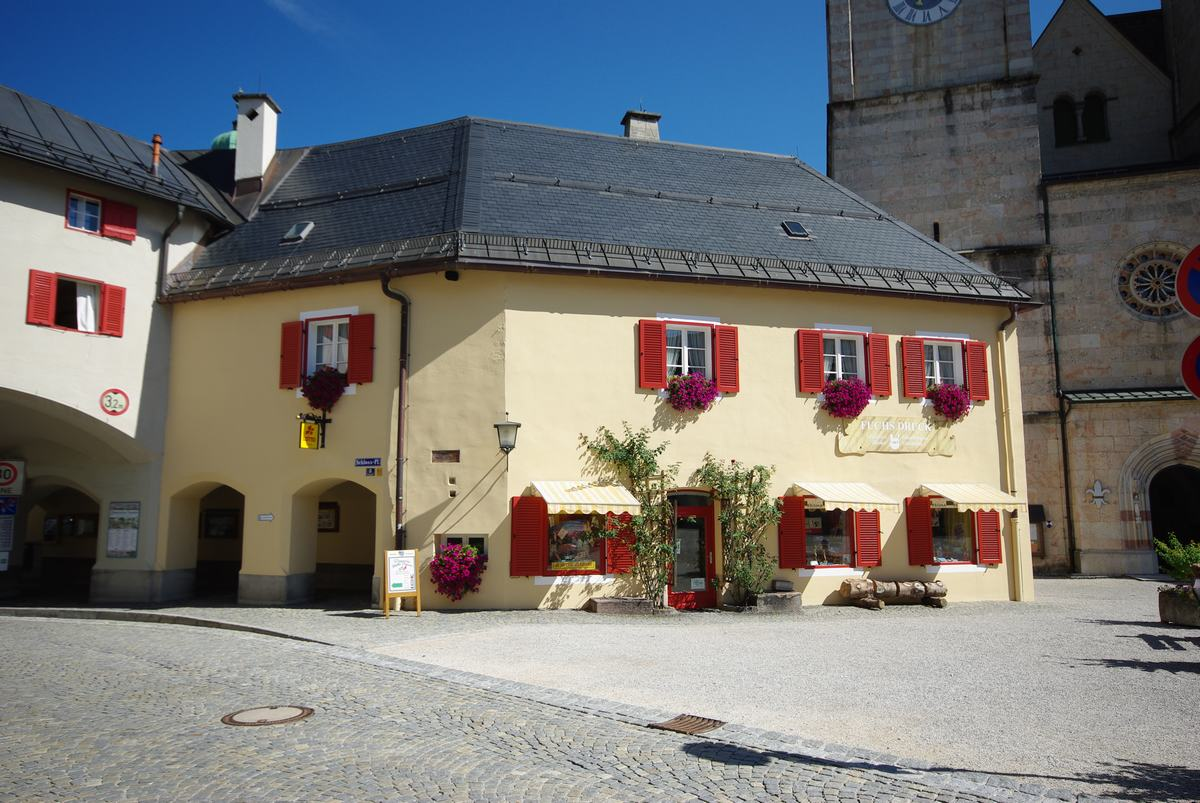
Ehem. Rentamt Berchtesgaden (zuvor Stallmeisterei)

→ Siehe zu diesem Absatz auch die Abschnitte: Reformation und Gegenreformation, Vertreibungen und Emigration in Fürstpropstei Berchtesgaden
Erst die Edikte des Königs Maximilian I. Joseph von 1808 und 1809 und die damit verbundene Gründung einer Evangelisch-Lutherischen Kirche in Bayern ließen auch in Berchtesgaden eine Wiederbelebung des Protestantismus und 90 Jahre später den Bau einer eigenen Kirche zu. In der Zwischenzeit waren die Berchtesgadener Protestanten Teil des seit 1878 bestehenden exponierten Vikariats bzw. der 1886 begründeten Evangelisch-lutherischen Kirchengemeinde Bad Reichenhall mit ihrer 1881 errichteten Evangelischen Stadtkirche, und vor Ort dienten ihnen das Dormitorium im Königlichen Schloss wie auch das Gebäude des einstigen Rentamts Berchtesgaden als Betsäle. Nachdem jedoch immer mehr evangelische Touristen Berchtesgaden besucht und sich dort Zweitwohnsitze eingerichtet hatten, wurde zwischen 1897 und 1899 die Christuskirche am Ende der Ludwig-Ganghofer-Straße errichtet und 1920 schließlich auch eine eigene Pfarrei begründet.

## Ausstattung
Das Kirchengebäude wurde von August Thiersch im neogotischen Stil aus Kälbersteinmarmor erbaut und 1899 fertiggestellt. Zur Einweihung erhielt die Kirche von der letzten deutschen Kaiserin Auguste Viktoria eine Altarbibel. Das Bild neben der Kanzel stammt von Ludwig Thiersch. 1933 brachte man in Erinnerung an die vor 200 Jahren aus dem Berchtesgadener Land gewiesenen Glaubensbrüder im rechten Seitenschiff eine Gedenktafel an. 1965/66 ist die neugotische Inneneinrichtung weitgehend entfernt und der Altar vorverlegt, sein Aufbau beseitigt worden. Alle Wände nunmehr in schlichtem Weiß gestrichen, wurde der Taufstein vor die Stufen zum Chor gesetzt und ein großes Bronzekreuz mit Corpus des Berchtesgadener Bildhauers Hans Richter hinter den Altar gestellt. Anstelle der zuvor farbigen Fenster befinden sich jetzt in den Seitenschiffen bleigefasste Scheiben aus weißem, opalisierendem Glas nach Entwürfen des Gräfelfinger Künstlers Rudolf Büder. Die zweimanualige Orgel mit 24 Registern erbaute 1969 die Firma Walcker

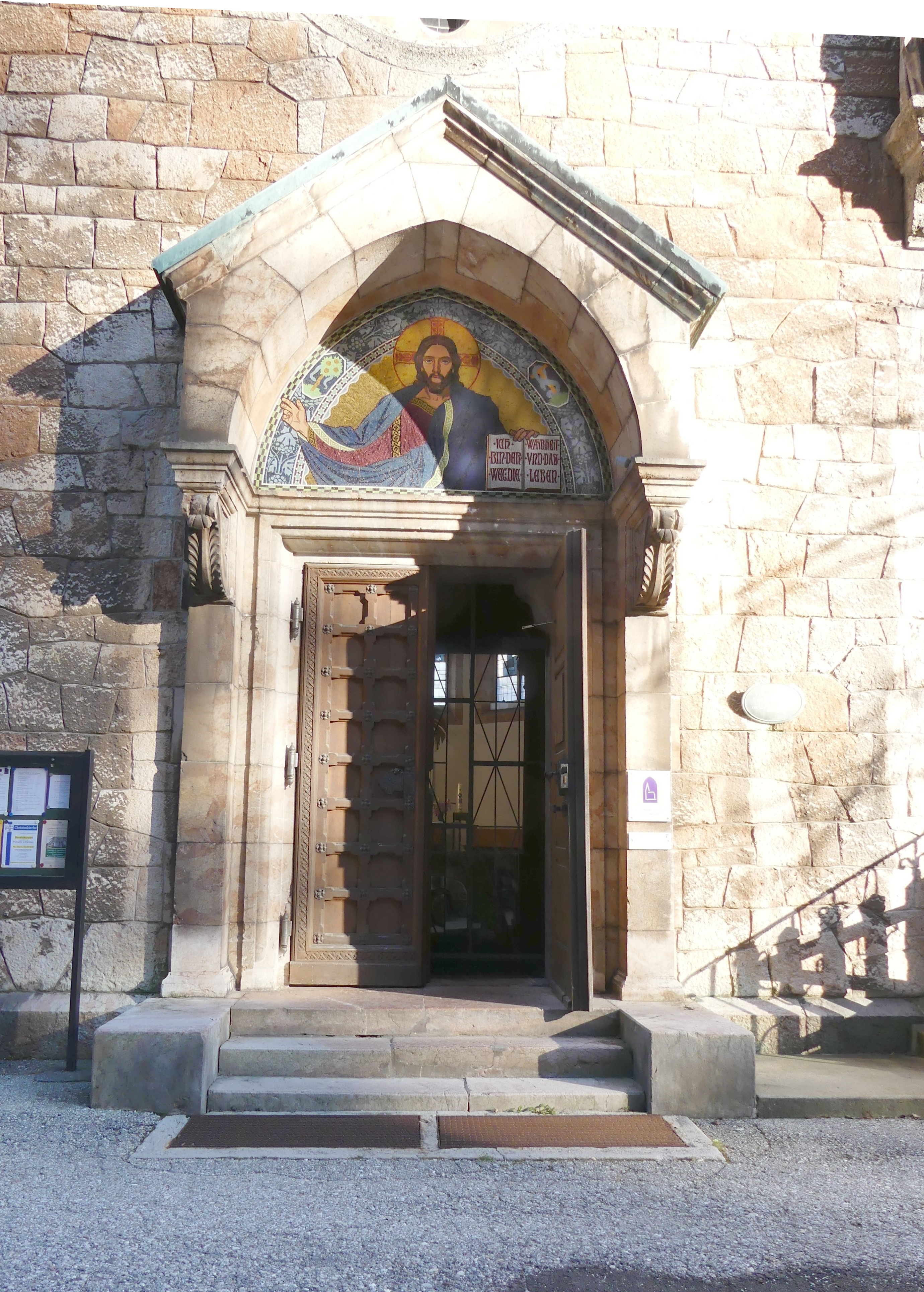
Eingangsportal
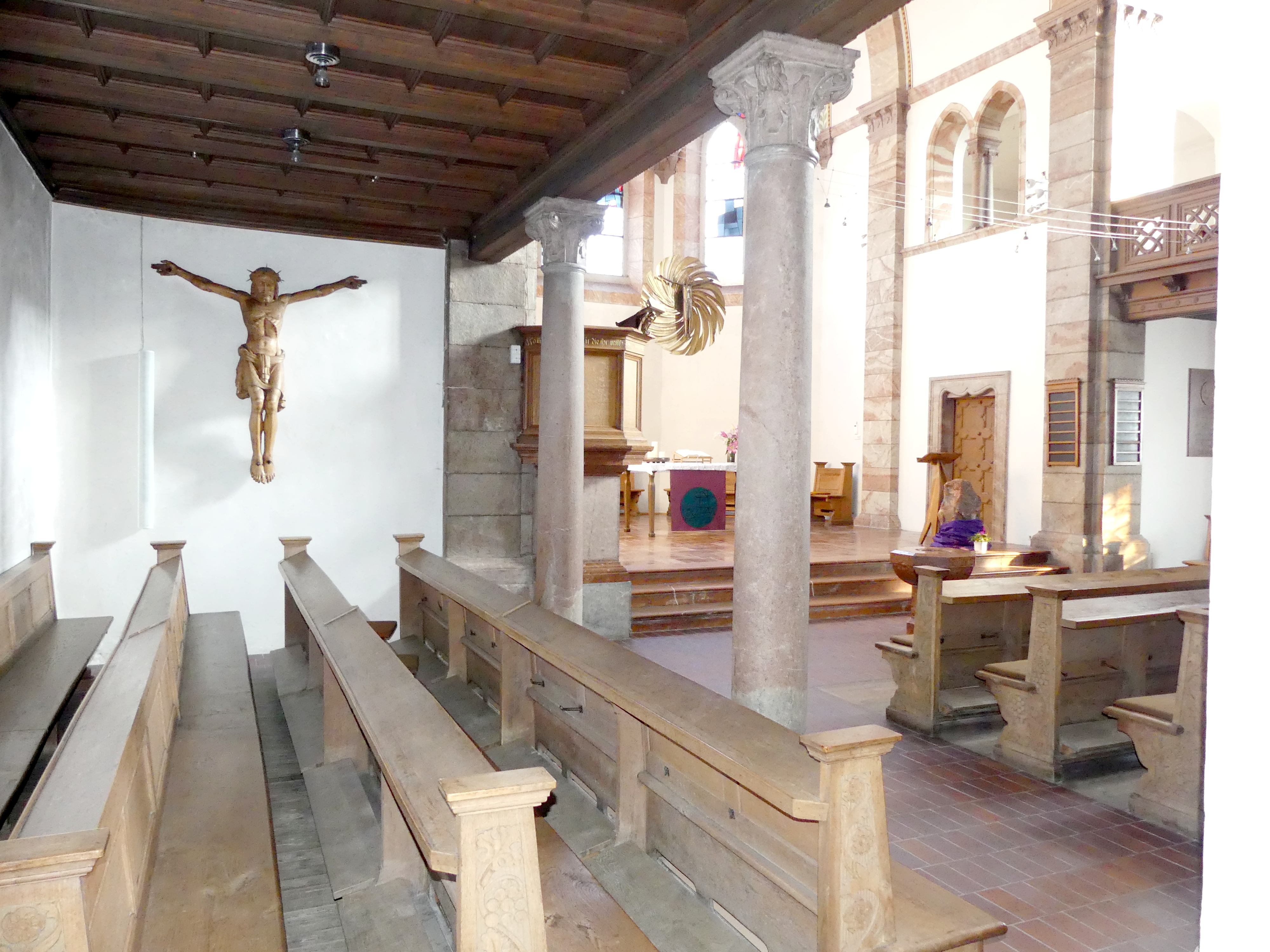
Blick von linker Seite zum Altarraum
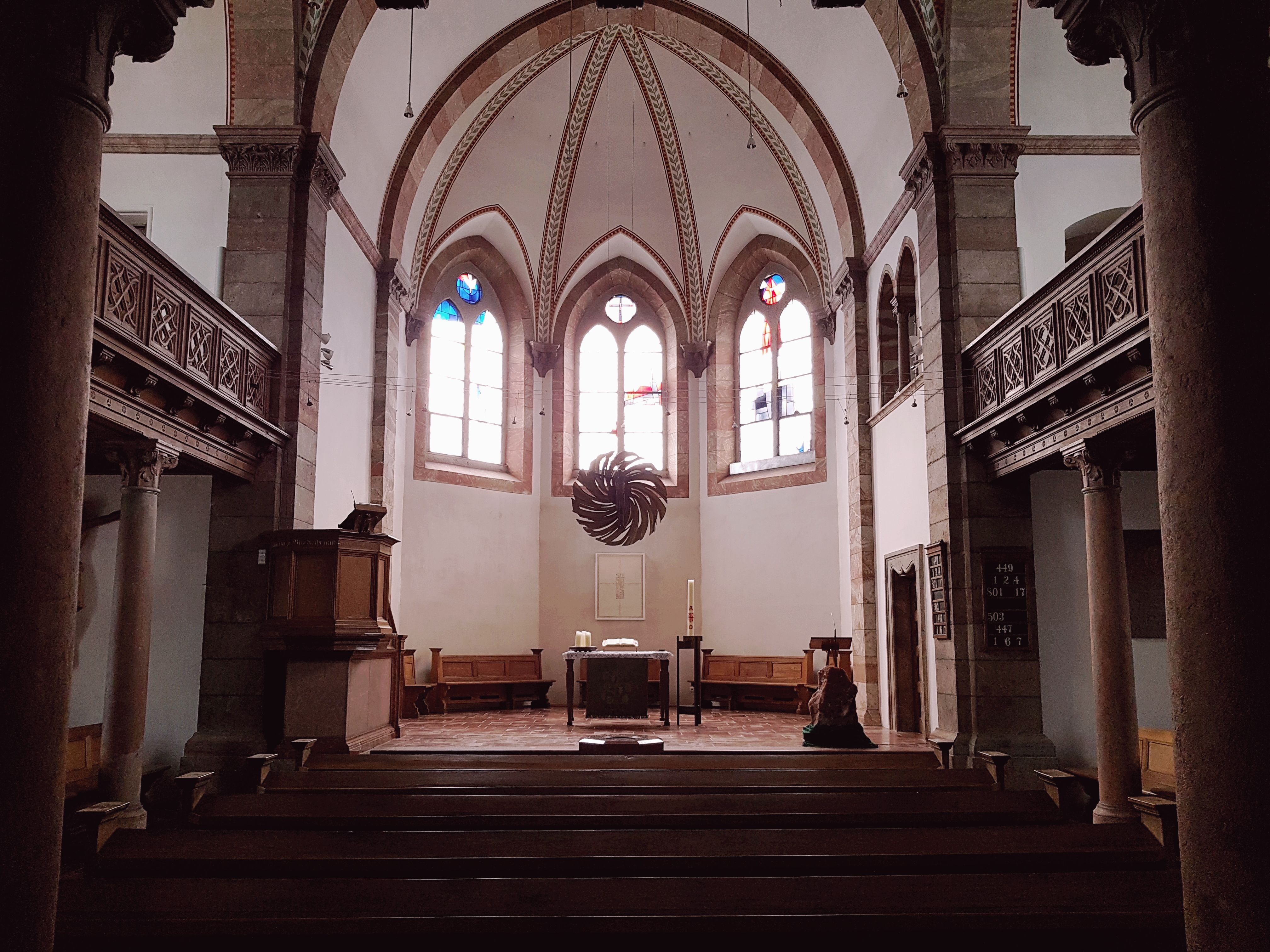
Blick vom Eingang zum Altar
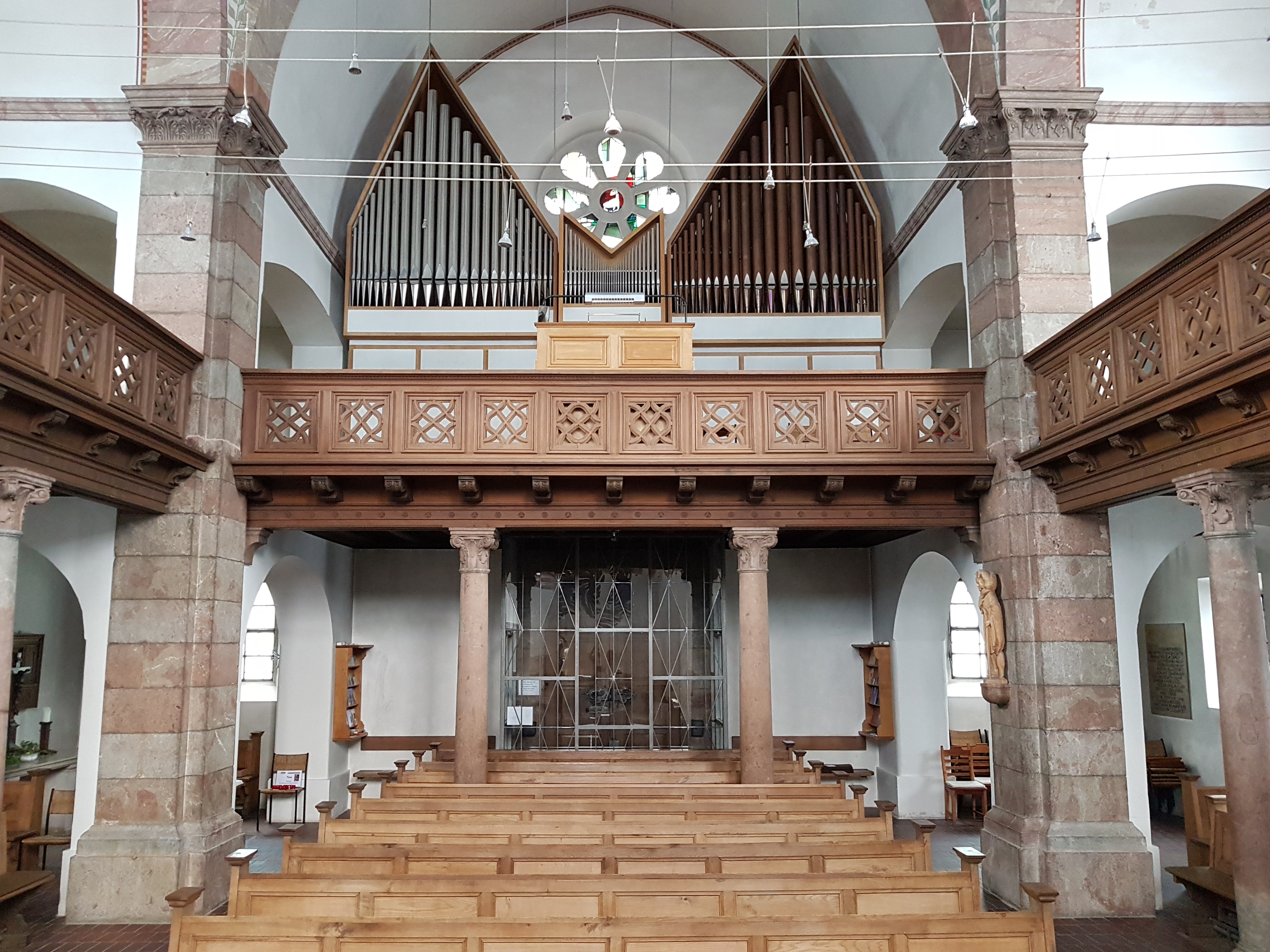
Blick vom Altar zum Eingang
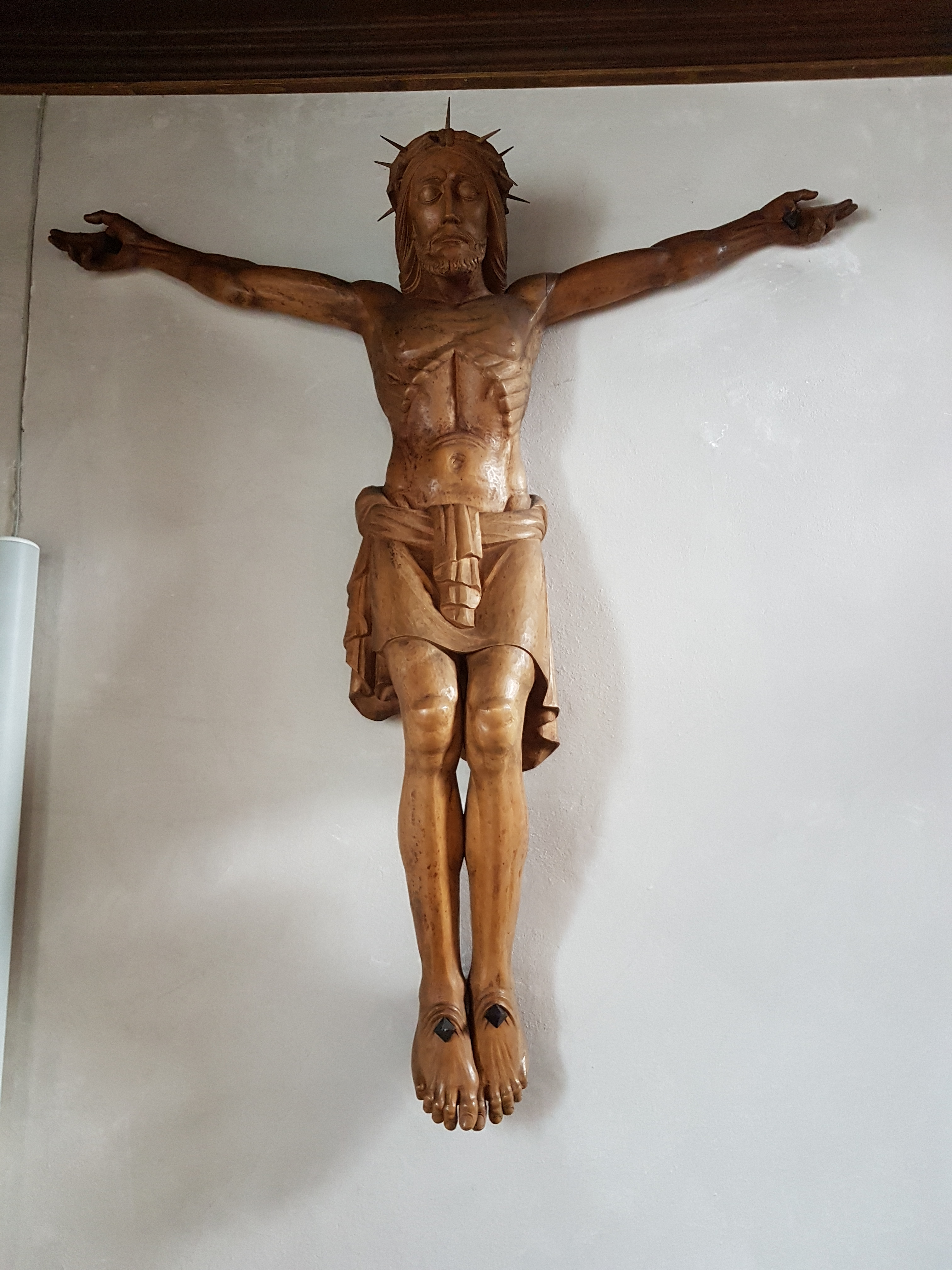
Kreuz an linker Seitenwand neben Kanzel

## Zuständige Kirchengemeinde
Die Evangelisch-Lutherische Kirchengemeinde Berchtesgaden ist neben ihrer Christuskirche als Hauptkirche in Berchtesgaden auch für die evangelisch-lutherischen Kirchengebäude in Bischofswiesen, Ramsau bei Berchtesgaden und Schönau am Königssee zuständig. Die Kirchengemeinde gehört zum Dekanat Traunstein innerhalb der Evangelisch-Lutherischen Kirche in Bayern. Angesichts des prozentual geringen Anteils ihrer Gemeindemitglieder innerhalb der genannten Gemeinden des Landkreises Berchtesgadener Land besteht sie in der Minderheitssituation einer Diaspora.
(→ Siehe hierzu auch den Abschnitt: Religion in Berchtesgaden)